# Jean Meyer Barth

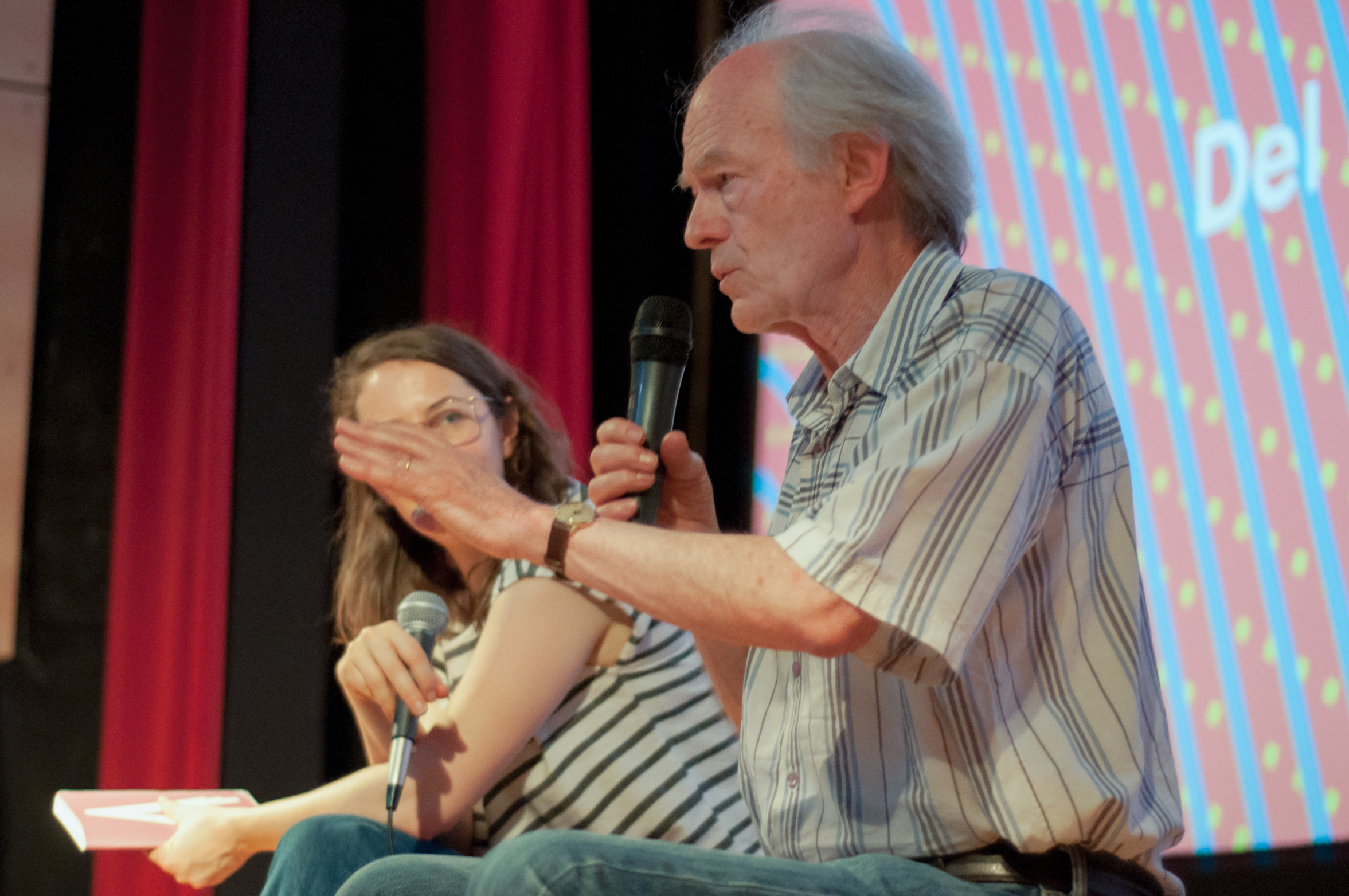
Jean Meyer Barth (2019)

Jean André Joseph Meyer Barth (* 8. Februar 1942 in Nizza) ist ein französisch-mexikanischer Historiker, der sich vorwiegend mit der Geschichte Mexikos im 19. und 20. Jahrhundert befasst.

## Leben
Jean Meyer Barth studierte an der École normale supérieure de Saint-Cloud und der Universität von Paris (Sorbonne) Geschichte. Ab 1965 lebte er in Mexiko-Stadt, wo er am El Colegio de México (ColMex) lehrte, wurde aber 1969 nach Veröffentlichung eines kritischen Artikels über das Massaker von Tlatelolco aus Mexiko ausgewiesen. Zurück in Frankreich arbeitete er am Institut des hautes études de l'Amérique latine (IHEAL) der Universität Paris III (Sorbonne Nouvelle) und promovierte 1971 an der Universität Paris-Nanterre (Paris X).
Ab 1973 lehrte er als Maître de conférences an der Sozialwissenschaftlichen Fakultät der Universität Perpignan, wo er 1974 Mitbegründer des Instituts für Mexikostudien (Institut d’Études Mexicaines) war. Ab 1972 durfte er wieder nach Mexiko einreisen, im Jahr 1979 erhielt er die mexikanische Staatsbürgerschaft. Er forschte am Colegio de Michoacán in Zamora de Hidalgo, wo er von 1980 bis 1987 das Zentrum für Studien über den ländlichen Raum (Centro de Estudios Rurales) leitete. Von 1987 bis 1993 war er Direktor des aus der französischen archäologischen und ethnologischen Mission in Mexiko hervorgegangenen Centro de Estudios Mexicanos y Centroamericanos (CEMCA). Ab 1993 war er am Centro de Investigación y Docencia Económica (CIDE) in Mexiko-Stadt tätig.
Meyer hat umfangreiche Forschungen zum Cristero-Krieg durchgeführt und Bücher zu diesem Thema für die Universität von Cambridge und die Universität von Guadalajara geschrieben. Seine wichtigsten Veröffentlichungen befassen sich mit konservativen Bauern im Mexiko des 19. und 20. Jahrhunderts. Seine Arbeit über den Cristero-Krieg ist entscheidend für das Verständnis dieses großen Aufstands in Mexiko nach der Durchsetzung der antiklerikalen Artikel der Verfassung von Mexiko von 1917. Er hat auch wichtige Werke über Manuel Lozada veröffentlicht, einen regionalen Führer des 19. Jahrhunderts in Nayarit, der für die Rechte von Mestizen und indigenen Bauern kämpfte. Der Historiker Eric Van Young schrieb in einer Rezension von Meyers Buch Esperando a Lozada: „Die Hauptaufsätze sind wunderschön geschrieben, gesprächig, stark rhetorisch, leicht wehmütig im Ton und gleichzeitig intensiv romantisch und hartnäckig wie bei einem Großteil der besten französischen Historiker der Annales-Schule.“
Er ist eine anerkannte Autorität für die Zeit unmittelbar nach der Mexikanischen Revolution und wurde ausgewählt, um den allgemeinen Artikel über Mexiko in den 1920er Jahren für die Cambridge History of Latin America zu schreiben.
Meyer wurde 2000 zum Mitglied der Academia Mexicana de la Historia gewählt. Die mexikanische Regierung zeichnete ihn 2011 mit dem Nationalpreis für Wissenschaften und Künste in der Kategorie Geschichte, Sozialwissenschaften und Philosophie aus. Er wurde 2014 zum Ehrenmitglied der Academia Mexicana de la Lengua gewählt, seine Eintrittsvorlesung hielt er über Nationalismus und Universalismus.
Sein Bruder ist der mit dem Abel-Preis ausgezeichnete Mathematiker Yves Meyer.

## Schriften (Auswahl)
- La revolución mejicana 1910–1940. Barcelona 1973, ISBN 84-7235-104-1.
- La cruzada por México. Los católicos de Estados Unidos y la cuestión religiosa en México. Mexiko-Stadt 2008, ISBN 970-699-189-1.
- Cristeros. Testimonio fotográfico. Aguascalientes 2010, ISBN 607-7585-19-X.
- Manuel Lozada. El Tigre de Álica: general, revolucionario, rebelde. Mexiko-Stadt 2015, ISBN 607-421-651-7.